# Saargemünd-Zweibrücker Triasmulde
Die Saargemünd-Zweibrücker Triasmulde ist Teil der großen geologischen Saar-Nahe-Senke, einem Sedimentationsbecken.
Dieses zunächst geologisch abgesenkte Gebiet füllte sich im Laufe der Jahrmillionen während wiederholter Hebe- und Senkvorgänge mit Sedimenten. Der in diesem Gebiet zu findenden Buntsandstein wird als Ablagerung von Sand in einem Wüstenklima interpretiert. Ein periodisch von Südosten das Gebiet überflutendes Meer führte zur Ablagerung von Muschelkalkschichten. Dann folgen festländische Schichten des Keupers.
Zu Beginn des Trias wurde das vorher durch Sedimentation ebene Gebiet um 500 Meter mit Gefälle von Nord nach Südwesten angehoben. Zu Beginn des Pleistozäns vor 2 Mio. Jahren begannen sich in dieses geneigte Gebiet zahlreiche Bäche einzuschneiden, die sich in Blies und Mandelbach vereinigen. Die rückschreitende Erosion bildete die heute stark gegliederte, ja zerstückelte Landschaft.

## Geologische Karten
Die Saargemünd-Zweibrücker Triasmulde ist dargestellt auf der
- Geologische Übersichtskarte 1 : 200 000, Blatt CC 7102 Saarbrücken[1] der Bundesanstalt für Geowissenschaften und Rohstoffe

## Quelle
- Emil Hoffmann: Altpaläolithische Fundplatze im Bliesgau (Saarpfalz-Kreis). Kapitel: Zur Geschichte und Geologie, Seite 12; ISBN 978-3-8370-5273-2 (bei Google books)

## Einzelnachweis
1. ↑  Geologische Übersichtskarte 1 : 200 000, Blatt CC 7102 Saarbrücken. Abgerufen am 24. April 2019.

Koordinaten: 49° 8′ 55″ N, 7° 12′ 31″ O